# Inholmstjärnen
Inholmstjärnen är en sjö i Kramfors kommun i Ångermanland och ingår i Nätraån-Ångermanälvens kustområde. Sjön har en area på 0,0877 kvadratkilometer och ligger 4,2 meter över havet.

## Delavrinningsområde
Inholmstjärnen ingår i det delavrinningsområde (698784-160592) som SMHI kallar för Mynnar i havet. Medelhöjden är 115 meter över havet och ytan är 9,31 kvadratkilometer. Det finns inga avrinningsområden uppströms utan avrinningsområdet är högsta punkten. Avrinningsområdets utflöde mynnar i havet. Avrinningsområdet består mestadels av skog (71 procent) och jordbruk (15 procent). Avrinningsområdet har 0,08 kvadratkilometer vattenytor vilket ger det en sjöprocent på 0,9 procent. Bebyggelsen i området täcker en yta av 0,16 kvadratkilometer eller 2 procent av avrinningsområdet.